# Alias Grace (miniserie)
Alias Grace is een Canadese miniserie, geregisseerd door Mary Harron en geschreven door Sarah Polley, gebaseerd op het gelijknamige boek van Margaret Atwood.

## Verhaal
De voor moord veroordeelde Grace Marks werkt af en toe als bediende in het huis van de gouverneur van de gevangenis. Een comité van de Methodistenkerk spant zich in voor de vrijlating van Grace, omdat zij denken dat Grace onschuldig is. Grace kan zich echter niet herinneren wat er is gebeurd op de dag van de moorden. Het comité huurt daarom psychiater Simon Jordan in om haar te interviewen, in de hoop dat hij kan vaststellen in hoeverre Grace verantwoordelijk is voor de moorden. De serie volgt de gesprekken tussen dokter Jordan en Grace, en langzaam maar zeker komen de herinneringen van Grace naar boven.

## Rolverdeling
| Acteur           | Personage            |
| ---------------- | -------------------- |
| Sarah Gadon      | Grace Marks          |
| Edward Holcroft  | Dr. Simon Jordan     |
| Rebecca Liddiard | Mary Whitney         |
| Zachary Levi     | Jeremiah the Peddler |
| Kerr Logan       | James McDermott      |
| David Cronenberg | Reverend Verrenger   |
| Anna Paquin      | Nancy Montgomery     |
| Paul Gross       | Thomas Kinnear       |

## Afleveringen
| Afl. | Titel  | Regisseur   | Schrijver    | Uitzenddatum      |
| ---- | ------ | ----------- | ------------ | ----------------- |
| 1    | Part 1 | Mary Harron | Sarah Polley | 25 september 2017 |
| 2    | Part 2 | Mary Harron | Sarah Polley | 2 oktober 2017    |
| 3    | Part 3 | Mary Harron | Sarah Polley | 9 oktober 2017    |
| 4    | Part 4 | Mary Harron | Sarah Polley | 16 oktober 2017   |
| 5    | Part 5 | Mary Harron | Sarah Polley | 23 oktober 2017   |
| 6    | Part 6 | Mary Harron | Sarah Polley | 30 oktober 2017   |

## Ontvangst

### Recensies
Op Rotten Tomatoes geeft 99% van de 79 recensenten de serie een positieve recensie, met een gemiddelde score van 8,01/10.  Website Metacritic komt tot een score van 81/100, gebaseerd op 30 recensies, wat staat voor "Universal Acclaim" (Universele Toejuiching).
NRC schreef: "Zien we de objectieve werkelijkheid, een subjectieve herinnering of hoe iets had kunnen gaan? Die ambiguïteit vormt de kern van de serie, waarbij de kijker mag bepalen wat hij van Grace vindt: schuldig of onschuldig?"